# Struth (Sotzbach)
Die Struth, auch Struthbach genannt, ist ein etwa dreieinhalb Kilometer langer linker und östlicher Zufluss des Sotzbaches im hessischen Main-Kinzig-Kreis.

## Geographie

### Verlauf
Die Struth entspringt im südlichen Vogelsberg auf einer Höhe von circa 334 m ü. NHN in einem Feld östlich von Untersotzbach direkt neben einem Feldweg an der Grenze zwischen den Gemeinden Birstein im Norden und Bad Soden-Salmünster im Süden. Sie fließt als Grenzbach zunächst etwa 400 m in westsüdwestlicher Richtung durch das Feldgewann Vorderste Küppelchen, biegt dann scharf nach Süden ab, um dann nach etwa 250 Meter wieder ihre ursprüngliche Richtung einzuschlagen. Sie bewegt sich nun durch einen Grünlandstreifen, unterquert die L 3196 und läuft dann durch das Wiesengewann Im obersten Schlag nordwestlich am Markberg (331,4 m ü. NHN) vorbei. Ab dort verläuft sie als Grenzbach nunmehr zwischen Birstein und Brachttal durch das Wiesengewann Am Grundweg. Ihr Weg führt nun in Richtung Südsüdwest östlich am Rande des Häselswaldes vorbei und sie mündet schließlich östlich von Brachttal-Hellstein auf einer Höhe von circa 216 m ü. NHN in den Sotzbach.

### Flusssystem Kinzig
- Fließgewässer im Flusssystem Kinzig